# Újpest Bulldogs
Újpest Bulldogs 2007-ben alakult amerikaifutball-csapat, amely jelenleg magyar HFL-ben játszik.

## Története
A csapat a 2008-as bajnokságban indult először, a másodosztályban az A csoport utolsó helyén végzett. 2009-ben a Divízió II Kelet 2 csoportjának 2. helyét érte el, a rájátszásban kikapott a Szolnok Soldiers csapatától.
2010-ben az újpestiek a 12 csapatosra bővült Divízió I-es első osztályban indultak, ahol azonban győzelem nélkül végeztek. 2011-ben így az immáron harmadosztályt jelentő Divízió II-ben indultak. Az alapszakaszban 3. helyen zártak, a rájátszásban a Szombathely Crushers legyőzésével a döntőig jutottak, ahol alulmaradtak a Budapest Hurricanes 2 csapatával szemben, így ezüstéremmel zártak. 2012-ben a Divízió II keleti csoportjában 3. helyen végeztek és nem jutottak a rájátszásba, ebben az évben a II. Blue Bowl során második helyet értek el a Budapest Cowboys elleni döntőben.
A 2013-as bajnokságban a Bulldogs veretlenül nyerte az alapszakaszt, és a rájátszást is, elhódítva az V. Duna Bowl kupát, mellyel a csapat feljutott a másodosztályba. 2014-ben az Újpest a Divízió I alapszakaszának 4. helyén zárt, a Wild Card körben a Tata Mustangs, az elődöntőben a veretlen alapszakaszgyőztes Dunaújváros Gorillaz, a döntőben a Miskolc Steelers ellen is diadalmaskodni tudott, elnyerve a VIII. Pannon Bowl kupát.
2015-ben a csapat megmérettette magát a magyar kiemelt bajnokság, a HFL küzdelmeiben, azonban mind a hat mérkőzésen vereséget szenvedett. Ebben az évben a klub a Divízió II-ben indított B-csapatot is, azonban ők is elvesztették mind a 4 mérkőzésüket. 2016-ban a Bulldogs újra a Divízió I-ben indult, ahol 1 győzelemmel és 5 vereséggel a 7. helyen zárt, éppen elkerülve az osztályozót. A szezon végén Zagyva Balázs vezetőedző távozott, helyette a korábbi újpesti utánpótlásedző Czuprik Zoltán került, aki 2016-ig a csapat játékosa is volt. A csapat vele újjáépítésbe kezdett, így a bennmaradás ellenére 2017-ben a csak Divízió II-be nevezett be. 2018 és 2020 között a Bulldogs nem indult felnőtt bajnokságban. 2021-ben a csapat a Divízió II-be nevezett.

## Eredmények
| Szezon | Osztály    | Csoport   | Alapszakasz | Alapszakasz | Alapszakasz | Rájátszás eredmények |
| Szezon | Osztály    | Csoport   | Eredmény    | Győzelem    | Vereség     | Rájátszás eredmények |
| ------ | ---------- | --------- | ----------- | ----------- | ----------- | --- |
| 2008   | Divízió II | A csoport | 5. hely     | 1           | 4           | |
| 2009   | Divízió II | Kelet 2   | 2. hely     | 4           | 0           | Vereség Negyeddöntő (Szolnok Soldiers) 0–20                                                                                                |
| 2010   | Divízió I  |           | 12. hely    | 0           | 6           | |
| 2011   | Divízió II |           | 3. hely     | 4           | 1           | Győzelem Wild card (Tata Mustangs) 49–14 Győzelem Elődöntő (Haladás Crushers) 26–20 Vereség II. Duna Bowl (Budapest Hurricanes) 14–49      |
| 2012   | Divízió II | Kelet     | 3. hely     | 3           | 2           | |
| 2013   | Divízió II |           | 1. hely     | 6           | 0           | Győzelem Elődöntő (Szekszárd Bad Bones) 42–0 Győzelem IV. Duna Bowl (Újbuda Rebels 2) 41–6                                                 |
| 2014   | Divízió I  |           | 4. hely     | 3           | 1           | Győzelem Wild card (Tata Mustangs) 49–6 Győzelem Elődöntő (Dunaújváros Gorillaz) 20–10 Győzelem VIII. Pannon Bowl (Miskolc Steelers) 43–36 |
| 2015   | HFL        |           | 7. hely     | 0           | 6           | |
| 2016   | Divízió I  |           | 7. hely     | 1           | 5           | |
| 2017   | Divízió II | Nyugat    | 5. hely     | 2           | 3           | |
| 2021   | Divízió II | Kelet     | 2. hely     | 4           | 1           | Vereség Elődöntő (Budapest Wolves 2) 3–26                                                                                                  |
| 2022   | Divízió II |           | 3. hely     | 3           | 1           | Győzelem Wild-card (Dabas Sparks) 37–0 Győzelem Elődöntő (Dunaújváros Gorillaz) 52–13 Győzelem XIII. Duna Bowl (Budapest Wolves 2) 10–6    |
| 2023   | HFL        |           | 2. hely     | 5           | 1           | Győzelem Elődöntő (Budapest Cowbells) 35–28 Vereség XVII. Hungarian Bowl (Budapest Wolves) 28–49                                           |
| 2024   | HFL        |           | 3. hely     | 3           | 2           | Vereség Elődöntő (Budapest Titans) 6–21 |
| 2025   | HFL        |           | 3. hely     | 4           | 2           | Győzelem Elődöntő (Budapest Cowbells) 28–21 Vereség XIX. Hungarian Bowl (Diósd Saints) 21–56                                               |

## Bulldogs minik
A Bulldogs csapata volt az első Magyarországon, ahol mini amerikaifutball-csapat indult. A fiatalok már 9 éves kortól jelentkezhetnek, és képzett oktatók segítségével sajátíthatják el a sport alapjait. Az Újpest Bulldogs Mini csapata a hazai mérkőzések félidejében bemutatóval szórakoztatja a közönséget. Az elsődleges cél a játék megismertetése és megszerettetése, az általános mozgáskoordináció, ügyesség, labdaérzék fejlesztése, valamint a sportág-specifikus technikai és taktikai elemek megtanítása.